# Ligat ha'Al 2002-2003
La Ligat ha'Al 2002-2003 è stata la 62ª edizione della massima divisione del campionato israeliano di calcio.
Al torneo presero parte 12 squadre, affrontatesi nel consueto formato dei tre gironi di andata, ritorno e terzo turno, per un totale di 33 giornate.
Iniziata il 14 settembre 2002, la stagione si concluse il 31 maggio 2003 con la vittoria del Maccabi Tel Aviv (diciottesimo titolo).
Capocannonieri del torneo furono Yaniv Abarjil, dell'Hapoel Kfar Saba, e Shay Holtzman, in forza inizialmente all'Hapoel Rishon LeZion e successivamente all'Ashdod, con 18 goal.
Per la prima volta nella storia del calcio israeliano, a fine stagione, tra le squadre qualificate alla Coppa UEFA 2003-2004, figurava anche il nome dell'Hapoel Ramat Gan, vincitore della Coppa di Stato direttamente dalla Liga Leumit.

## Squadre partecipanti
| Club                | Città         |
| ------------------- | ------------- |
| Ashdod              | Ashdod        |
| Beitar Gerusalemme  | Gerusalemme   |
| Bnei Yehuda         | Tel Aviv      |
| Hapoel Be'er Sheva  | Be'er Sheva   |
| H. Rishon LeZion    | Rishon LeZion |
| Hapoel Kfar Saba    | Kfar Saba     |
| Hapoel Petah Tiqwa  | Petah Tiqwa   |
| Hapoel Tel Aviv     | Tel Aviv      |
| Maccabi Haifa       | Haifa         |
| Maccabi Netanya     | Netanya       |
| Maccabi Petah Tiqwa | Petah Tiqwa   |
| Maccabi Tel Aviv    | Tel Aviv      |

## Classifica finale
|                     | Pos. | Squadra             | Pt | G  | V  | N  | P  | GF | GS | DR  |
| ------------------- | ---- | ------------------- | -- | -- | -- | -- | -- | -- | -- | --- |
| Campione di Israele | 1.   | Maccabi Tel Aviv    | 69 | 33 | 22 | 3  | 8  | 66 | 31 | +35 |
|                     | 2.   | Maccabi Haifa       | 69 | 33 | 21 | 6  | 6  | 75 | 42 | +33 |
|                     | 3.   | Hapoel Tel Aviv     | 67 | 33 | 19 | 10 | 4  | 53 | 22 | +31 |
|                     | 4.   | Maccabi Netanya     | 54 | 33 | 15 | 9  | 9  | 47 | 36 | +11 |
|                     | 5.   | Hapoel Be'er Sheva  | 51 | 33 | 15 | 6  | 12 | 56 | 41 | +15 |
|                     | 6.   | Maccabi Petah Tiqwa | 50 | 33 | 13 | 11 | 9  | 45 | 37 | +8  |
|                     | 7.   | Ashdod              | 40 | 33 | 11 | 7  | 15 | 35 | 49 | -14 |
|                     | 8.   | Hapoel Petah Tiqwa  | 39 | 33 | 11 | 6  | 16 | 41 | 53 | -12 |
|                     | 9.   | Beitar Gerusalemme  | 36 | 33 | 10 | 6  | 17 | 46 | 59 | -13 |
|                     | 10.  | Bnei Yehuda         | 34 | 33 | 9  | 7  | 17 | 39 | 63 | -24 |
|                     | 11.  | Hapoel Kfar Saba    | 23 | 33 | 7  | 5  | 21 | 43 | 81 | -38 |
|                     | 12.  | H. Rishon LeZion    | 18 | 33 | 4  | 6  | 23 | 35 | 67 | -32 |

## Verdetti
- Maccabi Tel Aviv campione di Israele 2002-2003, qualificato al secondo turno preliminare della Champions League 2003-2004
- Hapoel Ramat Gan[2] qualificato al primo turno della Coppa UEFA 2003-2004, in quanto vincitore della Coppa di Stato 2002-2003
- Maccabi Haifa e Hapoel Tel Aviv qualificati al turno preliminare della Coppa UEFA 2003-2004
- Maccabi Netanya qualificato al primo turno della Coppa Intertoto 2003
- Hapoel Kfar Saba e Hapoel Rishon LeZion retrocessi in Liga Leumit 2003-2004
- Maccabi Ahi Nazaret e Bnei Sakhnin promossi in Ligat ha'Al 2003-2004

## Classifica marcatori
| Calciatore       | Squadra                  | Gol |
| ---------------- | ------------------------ | --- |
| Yaniv Abarjil    | Hapoel Kfar Saba         | 18  |
| Shay Holtzman    | H. Rishon LeZion/ Ashdod | 18  |
| Kofi Refua       | Maccabi Petah Tiqwa      | 15  |
| Alon Mizrahi     | Hapoel Kfar Saba         | 14  |
| Avi Nimni        | Maccabi Tel Aviv         | 14  |
| Michael Zandberg | Maccabi Haifa            | 14  |
| Vladimir Andonov | Bnei Yehuda              | 12  |
| Manor Hassan     | Hapoel Petah Tiqwa       | 12  |
| Andrzej Kubica   | Beitar Gerusalemme       | 12  |